# 塔韦尼
塔韦尼（法語：Taverny，法語發音：[tavɛʁni] ⓘ）是法国法兰西岛大区瓦兹河谷省的一个市镇，位于该省中部偏东南，属于阿让特伊区。

## 地理
塔韦尼（49°1'33"N, 2°13'36"E）面积10.48 平方千米，位于法国法蘭西島大區瓦兹河谷省，该省份为法国北部内陆省份，北起瓦兹省，西接厄尔省，南至塞纳-圣但尼省、上塞纳省和伊夫林省，东临塞纳-马恩省。
与塔韦尼接壤的市镇（或旧市镇、城区）包括：维利耶亚当、博尚、贝桑库尔、贝特蒙拉福雷、弗朗孔维尔、弗雷皮永、勒普莱西布沙尔、圣勒拉福雷。

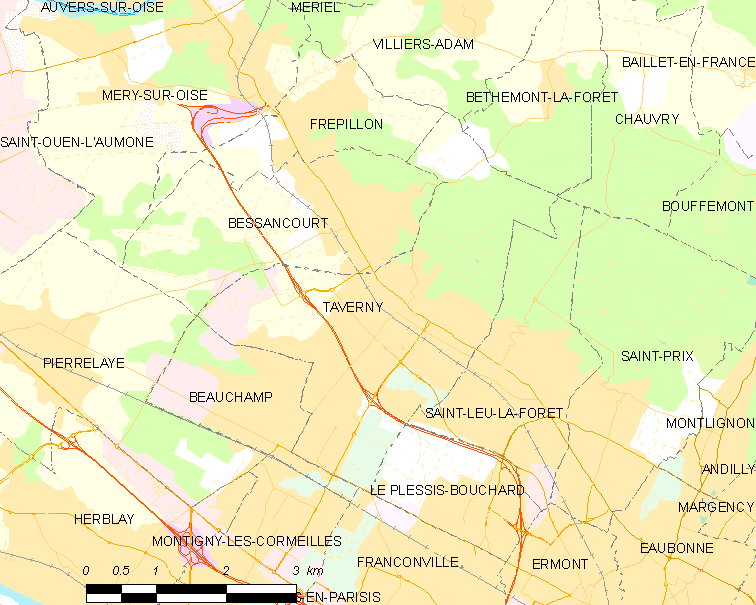
塔韦尼的OSM定位图

塔韦尼的时区为UTC+01:00、UTC+02:00（夏令时）。

## 行政
塔韦尼的邮政编码为95150，INSEE市镇编码为95607。

## 政治
塔韦尼所属的省级选区为塔韦尼县。

## 人口

1962-2008年间塔韦尼人口变化图示

塔韦尼于2022年1月1日时的人口数量为27065人。